# Lista siturilor patrimoniului mondial din Iordania
Siturile Patrimoniului Mondial UNESCO sunt locuri importante pentru cultură sau patrimoniu natural așa cum sunt descrise în Convenția patrimoniului mondial UNESCO, înființată în 1972. Iordania a acceptat convenția la 5 mai 1975, făcând siturile sale istorice eligibile pentru a fi incluse pe listă. În 2021 erau incluse șase situri din Iordania.

## Siturile Patrimoniului Mondial
Site;; numit după desemnarea oficială a Comitetului Patrimoniului Mondial
Locație; la nivel de oraș, regional sau provincial și geocoordinate
Criterii; astfel cum este definit de Comitetul Patrimoniului Mondial
Zona; în hectare și acrii. Dacă este disponibil, s-a observat și dimensiunea zonei tampon. Lipsa de valoare implică faptul că UNESCO nu a publicat date
Anul; timp în care situl a fost înscris pe Lista Patrimoniului Mondial
Descriere; informații succinte despre site, inclusiv motivele pentru care se califică drept sit pe cale de dispariție, dacă este cazul
| Sit                                                      | Imagine | Loc                                                              | Criterii               | Zona ha (acrii)                | Anul | Descriere |
| -------------------------------------------------------- | ------- | ---------------------------------------------------------------- | ---------------------- | ------------------------------ | ---- | --- |
| Locul botezului „Betania dincolo de Iordan” (Al-Maghtas) |         | Guvernoratul Balqa 31°50′14″N 35°33′10″E / 31.83722°N 35.55278°E | Cultural: (iii)(vi)    | 294 hectarei (730 acri)        | 2015 | Situat pe râul Iordan, Al-Maghtas este considerat locul Botezului lui Isus de către Ioan Botezătorul. Un loc de pelerinaj creștin, conține rămășițe ale bisericilor romane și bizantine, capele, o mănăstire, peșteri și piscine. |
| Petra                                                    |         | Guvernoratul Ma'an 30°19′50″N 35°26′36″E / 30.33056°N 35.44333°E | Cultural: (i)(iii)(iv) | 26,171 (64670)                 | 1985 | Orașul Nabataean Petra a fost un important centru comercial între Arabia, Egipt și Siria-Fenicia, renumit pentru arhitectura sa tăiată în rocă, este în întregime realizat din gresie cu mai mult de 40 de morminte, precum și sistemele sale miniere și de inginerie a apei. |
| Quseir Amra                                              |         | Guvernoratul Zarqa 31°48′7″N 36°35′9″E / 31.80194°N 36.58583°E   | Cultural: (i)(iii)(iv) | 0.0445 (0.101)                 | 1985 | Castelul deșertic Quseir Amra a fost construit la începutul secolului al VIII-lea și a servit atât ca fortăreață, cât și ca palat regal omeiad. Site-ul, de asemenea, remarcat pentru frescele sale extinse, constituind un exemplu important și unic de artă islamică timpurie. |
| Um er-Rasas (Kastrom Mefa'a)                             |         | Guvernoratul Madaba 31°30′6″N 35°55′14″E / 31.50167°N 35.92056°E | Cultural: (i)(iv)(vi)  | 24 hectarei (59 acri)          | 2005 | Înființată ca o tabără militară romană, Um er-Rasas a crescut într-o așezare până în secolul al V-lea, locuită succesiv de comunități creștine și islamice. Situl în mare parte neexcavat conține ruine ale fortificațiilor romane, biserici cu podele mozaice bine conservate și două turnuri stâlpnice. |
| Aria protejată Wadi Rum                                  |         | Guvernoratul Aqaba 29°38′23″N 35°26′02″E / 29.63972°N 35.43389°E | Mixed: (iii)(v)(vii)   | 74.180 hectarei (183.300 acri) | 2011 | Situat în sudul Iordaniei, Wadi Rum dispune de o mare varietate de forme de relief deșert, inclusiv văi de gresie, arcade naturale, chei, stânci, alunecări de teren și caverne. Situl conține, de asemenea, o vastă artă rock, inscripții și vestigii arheologice, mărturie a peste 12.000 de ani de locuire umană continuă. |
| As-Salt - Locul toleranței și ospitalității urbane       |         | Guvernoratul Balqa 32°02′21″N 35°43′33″E / 32.03917°N 35.72583°E | Cultural: (ii)(iii)    | 24,68 hectarei (61,0 acri)     | 2021 | Înființată pe trei dealuri strâns distanțate din regiunea Balqa, As-Salt a fost principala așezare de pe Malul de Est a râului Iordan care a servit ca centru cultural, comercial și financiar. Această prosperitate a permis afluxul de oameni din regiune care s-au stabilit în As-Salt, creând un oraș distinct construit cu calcar galben care a avut stiluri europene Art Nouveau și neo-coloniale combinate cu tradițiile locale. |

### Lista de încercări
Pe lângă siturile înscrise pe Lista Patrimoniului Mondial, statele membre pot menține o listă a siturilor de încercăre pe care le pot lua în considerare pentru nominalizare. Nominalizările pentru Lista Patrimoniului Mondial sunt acceptate numai dacă situl a fost listat anterior pe lista de încercări. Începând din 2021, Iordania enumeră paisprezece proprietăți pe lista sa de încercări:
| Name                                                                | Date |
| ------------------------------------------------------------------- | ---- |
| Abila City (Modern Qweilbeh)                                        | 2001 |
| Al Qastal (Așezare)                                                 | 2001 |
| Azraq                                                               | 2007 |
| Rezervația biosferei Dana                                           | 2007 |
| Gadara (Modern Um Qeis sau Qays)                                    | 2001 |
| Orașul arheologic Jerash (locul de întâlnire antic din Est și Vest) | 2004 |
| Rezervația naturală Mujib                                           | 2007 |
| Pella (Modern Tabaqat Fahil)                                        | 2001 |
| Qasr Al-Mushatta                                                    | 2001 |
| Qasr Bshir (un castel roman)                                        | 2001 |
| Castelul Shaubak (Montreal)                                         | 2001 |
| Sanctuarul din Agios Lot, La Deir 'Ain 'Abata                       | 2001 |
| Umm al-Jimal                                                        | 2018 |
| Ḥarrah iordaniană                                                   | 2019 |